# Кикикталук (регион)
70° N 080° W / 70° С; 80° З
Китикмеот (регион) (енгл. Qikiqtaaluk Region, Инуктитут (Qitirmiut) ᕿᑭᖅᑖᓗᒃ или Бафин регија (Baffin Region) је најисточнији, најсевернији и најјужнији административни регион Нунавута, Канада. Кикикталук је традиционално инуктитутско име за Бафиново острво. Иако је регион Кикикталук најчешће коришћени назив у званичним контекстима, неколико значајних јавних организација, укључујући Статистички завод Канаде преферирају старији термин Бафинов регион.
Са популацијом од 18.988 и површином од 989.879,35 km2 (382.194,55 sq mi), највећи је и најнасељенији од три региона.
Регион се састоји од Бафиновог острва, острва Белчер, острва Акимиски, острва Мансел, острва Принца Чарлса, острва Бајлота, острва Девон, острва Баиллие-Хамилтон, острва Корнвалис, острва Батерст, острва Амунд Рингнес, острва Елеф Рингнес, острва Аксел Хајберга, Острво Елсмир, полуострво Мелвил, источни део острва Мелвил и северни делови острва Принца од Велса и острва Сомерсет, плус мања острва између. Регионални центар и територијални главни град је Икалуит (7.740 становника). Регија Кикикталук обухвата најсеверније, најисточније и најјужније области Нунавута.
Пре 1999. године, регион Кикикталук је постојао под нешто другачијим границама као Бафинов регион, округ Киватин, северозападне територије.
Канада сматра да је острво Ханс део Кикикталука, док га Данска сматра делом гренландске општине Аваната.

## Насељена места
Свих тринаест заједница у Кикикталуку налазе се на плимској води и нешто мање од половине њених становника живи у главном и једином граду Нунавута, Икалуиту (7.740). Већина осталих становника живи у дванаест заселака, а то су Арктички залив (868), Кингаит (1441), река Клајд (1053)), Грис Фјорд (129), Санирајак (848), Иглулик (1.682), Кимирут (389), Пангниртунг (1.481), Понд Инлет (1.617), Кикиктарјуак (598), Резолут (198) и Саникилуак (882). Алерт (ЦФС Алерт) и Еурека су део Бафинових (62) области у Кикикталуку.
Раније је постојао рударски град у Нанисивику. Међутим, град и рудник Нанисивик затворени су 2002. године, а аеродром Нанисивик затворен је 2010. и сви летови су пребачени на аеродром Арктик Беј.
Као и у већини канадских Инуитских заједница, традиционална храна овог региона укључује фоке, пастрмке, моржа, поларног медведа и карибуа.
Становници региона Кикиктаалук се зову Кикиктаалунгмиут.

## Икалуит
Икалуит има Астро Хил комплекс, музеј Нуната Сунакутангит, законодавну зграду Нунавута и центар за посетиоце Уникарвик.

## Пре-контакт
Према антрополозима и историчарима, Инуити су потомци народа Туле који је истиснуо „Дорсетску културу” (у Инуктитут, Тунит).

## Историја
Око 1910. године европска тржишта су повећала интересовање за кожу беле лисице. Распрострањеност и мобилност Инуита су се променили како су проширили своје традиционалне ловачке и риболовне руте како би учествовали у трговини крзном беле лисице. Традиционалне намирнице, као што су фоке и карибуи, нису се увек налазиле у истим регионима као бела лисица. Компанија из Хадсоновог залива, која је отворена 1670. године, отварала је трговинске пунктове широм Инуитских територија и територије првих народа. До 1910. године, КХБ је реструктуриран у одељење за продају земљишта, малопродају и трговину крзном. КХБ је доминирао трговином крзном под минималним надзором канадске владе и неких англиканских и католичких мисионара који су живели у близини удаљених северних засеока. До 1922. године већина увозне робе коју су купили Инуити била је из КХБ.

## Демографија
Попис становништва у Канади 2016.
- Популација: 18.988
- Популација промена (2011–2016): +12,1%
- Приватни станови: 6.556
- Површина: 989.879,35 km2 (382.194,55 sq mi)
- Густина: 0,02/km2 (0,05/sq mi)
- Национални ранг према броју становника (2011): 245. од укупно 293.
- Територијални ранг по броју становника: 1. од укупно 3.